# Кяппесельга (деревня)
Кя́ппесельга (карел. Käppäsel’g, Käppäl’) — деревня в составе Кяппесельгского сельского поселения Кондопожского района Республики Карелии Российской Федерации.
Находится вблизи посёлка Кяппесельга, железнодорожной станции Октябрьской железной дороги перегона Викшезеро — Уница.
В 1900 г. на средства петербургского купца Ивана Васильевича Шустина в деревне была построена церковь во имя Святого великомученика Георгия.

## Памятники природы
К северу от деревни находится Шайдомский государственный ландшафтный заказник — особо охраняемая природная территория, эталон природных комплексов, типичных для среднетаёжной подзоны Карелии.

## Население
| 2002 | 2009 | 2010 | 2013 |
| ---- | ---- | ---- | ---- |
| 61   | ↘36  | ↘35  | ↘31  |

## Известные уроженцы
- Трошев В. В. (1924—2018) — фотожурналист, Заслуженный работник культуры РСФСР (1985).

- Крестьянин деревни Кяппесельга Пашков Александр Абрамович (1891—после 1919), герой Первой мировой войны, рядовой, был награждён военным орденом Святого Георгия 4-й степени[8].

- Крестьянин деревни Кяппесельга Гильзунов Михаил Михайлович (1890—после 1918), герой Первой мировой войны, старший унтер-офицер, был награждён военным орденом Святого Георгия 4-й степени[8].